# Brephulopsis subulata
Brephulopsis subulata is een slakkensoort uit de familie van de Enidae. De wetenschappelijke naam van de soort is voor het eerst geldig gepubliceerd in 1837 door Rossmassler.